# لودفيغ وينتر
لودفيغ وينتر (بالألمانية: Ludwig Winter)‏ (و. 1846 – 1912 م) هو عالم نبات، ومهندس المناظر الطبيعية، وحدائقي من ألمانيا . ولد في هايدلبرغ.
توفي في مانهايم ، عن عمر يناهز 66 عاماً.